# Podgorje Bednjansko
Podgorje Bednjansko – wieś w Chorwacji, w żupanii varażdińskiej, w gminie Bednja. W 2011 roku liczyła 20 mieszkańców.